# Линкълн (окръг, Южна Дакота)
Вижте пояснителната страница за други значения на Линкълн.
Окръг Линкълн (на английски: Lincoln County) е окръг в щата Южна Дакота, Съединени американски щати. Площта му е 1499 km², а населението - 56 664 души (2017). Административен център е град Кантън.